# George W. Gallup
George W. Gallup est un général américain de l'Union, né le 12 octobre 1828 à Albany, dans l'état de New York et décédé le 31 décembre 1880 à Catlettsburg dans le Kentucky. 
Il épouse en 1861 Rebecca Apple Moore avec laquelle il aura 11 enfants. Il est inhumé au cimetière d'Ashland dans le Kentucky.

## Biographie
Il fait des études de droit et devient avocat. Il s'installe à Louisa, dans le Kentucky et ouvre un cabinet d'avocats avec son beau-frère, le futur colonel Laban T. Moore.
En octobre 1861, après la perte de neutralité du Kentucky, Louisa devient le point de ralliement des sympathisants de l'Union. Moore, Gallup et de nombreux hommes du comté de Lawrence fondent alors le 14th Kentucky Infantry. Gallup en devient l'intendant et est promu lieutenant-colonel 6 mois plus tard et en prend la tête en janvier 1863 avec le grade de colonel. Cette nomination entraîne quelques jalousies mais Gallup démontre très vite qu'il est bien l'homme de la situation. L'ensemble des hommes lui reconnaissent sa compassion, son humanité, son audace et son courage.
De août 1863 à mai 1864, il sert comme commandant du district militaire oriental du Kentucky. À l'issue de cette période, il rejoint le général Sherman et participe, à la tête de son régiment, à toute la Campagne d'Atlanta. Il est démobilisé le 31 janvier 1865 à l'expiration de son temps dans l'armée. En 1867, il est breveté général de brigade par le président Andrew Johnson en reconnaissance des services rendus durant la guerre.
Après sa démobilisation, il retourne à Louisa où il reprend ses fonctions d'avocat.